# 帕爾瑪區
帕爾瑪區（西班牙語：Palmar），是哥斯達黎加的一個區，位於該國西部蓬塔雷納斯省，面積264.40平方公里，海拔高度26米，2011年人口9,816，人口密度每平方公里37.13人。